# Blyth Tait
Robert Blyth Tait (Whangarei, 10 de mayo de 1961) es un jinete neozelandés que compitió en la modalidad de concurso completo. Es públicamente homosexual.
Participó en dos Juegos Olímpicos de Verano, obteniendo en total cuatro medallas: dos en Barcelona 1992, plata en la prueba por equipos (junto con Andrew Nicholson, Mark Todd y Victoria Latta) y bronce en la individual, y dos en Atlanta 1996, oro en la prueba individual y bronce por equipos (con Andrew Nicholson, Vaughn Jefferis y Victoria Latta). Ganó cuatro medallas de oro en el Campeonato Mundial de Concurso Completo, en los años 1990 y 1998.

## Palmarés internacional
| Juegos Olímpicos   | Juegos Olímpicos         | Juegos Olímpicos  | Juegos Olímpicos |
| Año                | Lugar                    | Medalla           | Categoría        |
| ------------------ | ------------------------ | ----------------- | ---------------- |
| 1992               | Barcelona (España)       | Medalla de plata  | Por equipos      |
| 1992               | Barcelona (España)       | Medalla de bronce | Individual       |
| 1996               | Atlanta (Estados Unidos) | Medalla de oro    | Individual       |
| 1996               | Atlanta (Estados Unidos) | Medalla de bronce | Por equipos      |
| Campeonato Mundial |                          |                   |                  |
| Año                | Lugar                    | Medalla           | Categoría        |
| 1990               | Estocolmo (Suecia)       | Medalla de oro    | Individual       |
| 1990               | Estocolmo (Suecia)       | Medalla de oro    | Por equipos      |
| 1998               | Roma (Italia)            | Medalla de oro    | Individual       |
| 1998               | Roma (Italia)            | Medalla de oro    | Por equipos      |